# 우주선 (물리)

우주방사선 에너지 스펙트럼

우주선(宇宙線, 영어: cosmic rays) 또는 우주방사선 (cosmic radiation)이란 우주에서 지구로 쏟아지는 높은 에너지를 지닌 각종 입자와 방사선 등을 총칭한다.

## 발견
우주선을 처음으로 주의깊게 연구한 사람은 1912년 오스트리아의 헤스이다. 그는 비행 기구를 타고 5,000m 상공으로 올라가 실험을 했는데 올라갈수록 대기의 전리 작용(이온화)이 증가된다는 것을 발견하였다. 당시 대기의 전리 작용의 원인이 지구 외부에서 오는 방사선에 의한 것인지 지구 내부의 방사선을 가진 광물에 의한 것인지는 알지 못하고 있었는데, 헤스의 이러한 측정으로 그 원인이 밝혀졌다. 만약 지구 내부에 원인이 있다면 높이 올라갈수록 전리의 세기는 감소될 것이다. 그러나 4,500m쯤 올라가면 전리 작용이 증가되기 시작한다는 것을 알아낸 것이다. 또 1922년 미국의 밀리컨은 사람이 타지 않는 기구를 약 1만 6,000m의 고도까지 올리는 데 성공하였으며, 자동 기록 장치에 의해 대기 중의 전리 작용을 측정하였다. 또 그는 비행중인 비행기 위나 산의 정상, 호수의 수면 밑 등에도 방사선이 존재한다는 것을 확인하였고, 그 기원은 지구의 외부라고 결론지었다. 그래서 우주선이라는 이름을 제안하였다.

## 종류

### 1차 우주선
초기 연구에서는 우주선의 정체를 전자라고 생각하였다. 이것이 사실이라면 전자가 가지고 있는 음전하 때문에, 지구라는 큰 자석의 영향으로 동쪽에서 오는 우주선은 배척될 것이고 서쪽에서 오는 우주선은 끌어당겨지는 현상이 일어날 것이다. 그러나 관측 결과 동쪽에서 방사되어 오는 것이 더 많다는 것이 확인됨으로써 1차 우주선의 주체는 양전하를 가지고 있다는 것을 알게 되었다. 오늘날에는 우주선의 주성분은 양성자(P)이고, 그 외 10% 정도의 헬륨(He)과 적은 양의 리튬(Li), 베릴륨(Be), 붕소(B) 등이 함유된 것이라 생각되고 있다. 우주선 입자가 가지고 있는 에너지는 넓은 범위에 미치고 있으며 현재 알려진 상한은 1020 ~ 1021eV이다. 세계 최대의 양성자 싱크로트론을 만들 수 있는 최대 에너지가 7×1012eV(LHC)밖에 되지 않는다는 것을 생각하면 그 크기를 짐작할 수 있다. 에너지가 큰 우주선일수록 지구에 도달하는 기회가 적다. 1016eV이상의 에너지를 가진 1차 우주선 입자는 1m2당 1년에 1개 정도 방사된다.

### 2차 우주선
지구의 대기 속으로 돌입한 1차 우주선은 많은 수의 2차 우주선을 만들어낸다. 1차 우주선은 지표에 이르기 전에 평균 10회 정도 대기 중의 원자핵과 충돌하는데 그때마다 2차 우주선을 생성해 낸다. 특히 1015eV나 되는 초대형 에너지를 갖고 있는 1차우주선이 지상에 가까이 이르렀을 때는, 입자의 수가 계속 늘어나서 공기 샤워가 되지만, 그다지 크지 않은 에너지를 갖고 있는 우주선은 광자나 전자, 양성자를 만드는 능력을 점점 잃게 됨으로써, 그 대부분이 공기에 흡수되고 만다. 지상에서 관측되는 우주선은 μ에 전자(e^+를 함유한 것)에 광자나 중성자 등이 혼합된 것이 대부분이다.

## 기원
우주선의 기원으로는 태양면의 폭발에 의한 것이라는 설도 있으나, 이 우주선은 1010eV 이하의 에너지밖에 갖고 있지 않고 평균해서 1년에 1회 정도밖에 나타나지 않는다. 대부분의 우주선 발생원은 은하계 안의 천체의 폭발에 의한 것이라 생각되고 있다. 폭발의 남은 찌꺼기에는 백조좌 A, 게성운 등 강한 전파를 방사하는 것이 많다. 이들 천체에는 강한 자기장이 있어서 천연적인 대형 가속기가 될 수 있다고 상상할 수 있다. 이와 같은 이론에 의해 예상되는 에너지의 상한은 1016 - 1017eV이므로 그 이상의 초대형 에너지 입자는 은하계 외의 전파 은하 등에서 기원을 구해야 한다. 우주선은 역사적으로는 미립자 물리학의 선도역으로서 큰 역할을 해왔다. 현재도 우주의 신비를 탐구하는 중요한 실마리를 제공해 주고 있다.

## 같이 보기
- 우주선 파쇄
- 코로나 질량 방출